# Stadion MOSiR-u w Mławie
Stadion MOSiR-u – wielofunkcyjny stadion w Mławie, w Polsce. Obiekt może pomieścić 5000 widzów, z czego 1550 miejsc jest siedzących. Swoje spotkania rozgrywają na nim piłkarze klubu Mławianka Mława (w sezonie 2004/2005 stadion gościł występy tego zespołu w II lidze).